# ماري جوردن (صحفية)
ماري جوردن (بالإنجليزية: Mary Jordan) هي صحفية أمريكية، ولدت في 10 نوفمبر 1960 في كليفلاند في الولايات المتحدة.